# Chesterfield (Nuevo Hampshire)
Chesterfield es un municipio ubicado en el condado de Cheshire, Nuevo Hampshire, Estados Unidos. Tiene una población estimada, a mediados de 2021, de 3603 habitantes.

## Geografía
La localidad está ubicada en las coordenadas 42°53′17″N 72°26′36″O / 42.88806, -72.44333. Según la Oficina del Censo de los Estados Unidos, tiene una superficie total de 123.1 km², de la cual 118.0 km² corresponden a tierra firme y 5.1 km² son agua.

## Demografía
Según el censo de 2020, en ese momento había 3552 personas residiendo en la localidad. La densidad de población era de 30.1 hab./km². El 93.6% de los habitantes eran blancos, el 0.3% eran afroamericanos, el 0.2% eran amerindios, el 0.6% eran asiáticos, el 0.5% eran de otras razas y el 4.8% eran de una mezcla de razas. Del total de la población, el 1.1% eran hispanos o latinos de cualquier raza.